# Феррари, Лука
Лука Феррари (итал. Luca Ferrari; род. 28 октября 1961, Рим) — итальянский дипломат. Посол Италии в Израиле.

## Биография
Родился в Риме. В 1984 году окончил факультет политических наук университета Сапиенца.
С марта 1986 по январь 1987 года окончил курс профессиональной подготовки Дипломатического института «Марио Тоскано».
В 1986 году начал работать в службе законодательства, дипломатических споров и международных соглашений МИД Италии. Затем работал в Генеральном секретариате МИД Италии и кабинете министра иностранных дел Италии.
С 1992 года являлся коммерческим советником в Москве (Россия).
С 1995 по 1999 год работал в Вашингтоне (США).
После возвращения в Рим работал в кабинете министра иностранных дел Италии. С 2000 по 2001 год являлся главой офиса по Ближнему Востоку Генерального директората средиземноморских и ближневосточных стран МИД Италии.
С 2005 по 2008 год являлся пресс-секретарём посольства Италии в США (Вашингтон).
С 2009 года являлся заместителем главы посольства Италии в Испании (Мадрид).
В 2013 году являлся заместителем директора по глобальным вопросам и экономическому и финансовому сотрудничеству МИД Италии.
Посол Италии в Саудовской Аравии (7 марта 2016 — 2020).
Посол Италии в Китае (2 января 2020 — 2022)
Шерпа G7/G20 премьер-министра Италии (13 декабря 2022 — 2024).
Посол Италии в Израиле (с 5 июня 2024).